# Scudo (geologia)
     Scudo
     Tavolato
     Orogene
     Bacino
     Grande provincia ignea
     crosta estesa
     0–20 Ma
     20–65 Ma
     >65 Ma

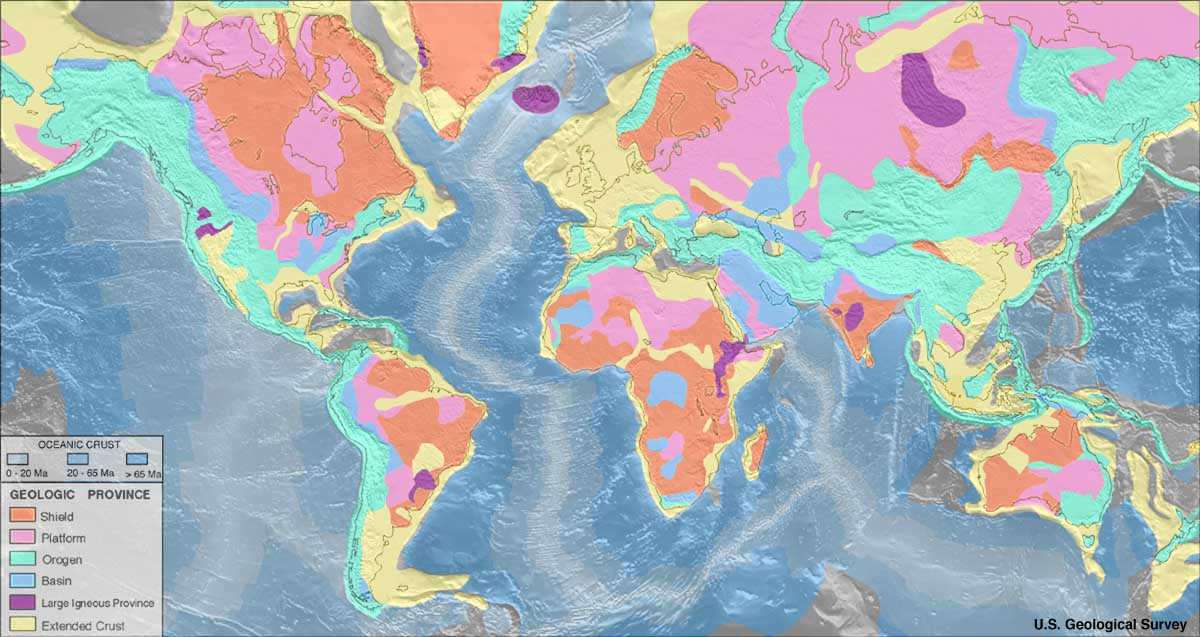
Mappa delle Province geologiche:
Crosta continentale
Scudo
Tavolato
Orogene
Bacino
Grande provincia ignea
crosta estesa
Crosta oceanica (secondo l'età)
0–20 Ma
20–65 Ma
>65 Ma

In geologia, uno scudo è una vasta area tettonicamente stabile composta di roccia ignea cristallina precambriana fortemente metamorfosata. L'età di queste rocce è generalmente superiore ai 570 milioni di anni potendo talvolta raggiungere anche i 2-3,5 miliardi di anni. 
Tali rocce sono state poco affette da eventi tettonici successivi all'era precambriana, e oggi sono regioni relativamente piatte per effetto della livellazione creata dai lunghi processi erosivi a cui sono stati sottoposte; l'orogenesi, così come altri processi tettonici, sono fortemente ridotti se paragonati all'attività che interessa i margini degli scudi e i confini tra le placche tettoniche.
L'attività sismica entro gli scudi è nulla o molto ridotta.
Abbiamo, ad esempio, lo scudo ucraino e finno-sarmatico che possiamo trovare nel bassopiano russo e in Finlandia.